# 팡가크주

팡가크 주의 위치

팡가크주(영어: Fangak State)는 남수단 동부 상나일 지방에 위치한 주로 주도는 아요드이며 면적은 21,183.1km2, 인구는 326,370명(2014년 기준)이다.
2015년에 실시된 행정 구역 개편에 따라 종글레이 주에서 분리되어 신설되었다. 신설 당시에는 서비에 주(Western Bieh State)라는 이름을 사용했으며 2016년 3월을 기해 지금과 같은 이름으로 바뀌었다. 북쪽으로는 서나일 주, 북동쪽으로는 동나일 주, 남동쪽으로는 동비에 주, 남쪽으로는 종글레이 주, 남서쪽으로는 남리에치 주, 서쪽으로는 북리에치 주, 북서쪽으로는 루웽 주와 접한다. 2개 군을 관할한다.